# Suiza en los Juegos Olímpicos de Garmisch-Partenkirchen 1936
Suiza estuvo representada en los Juegos Olímpicos de Garmisch-Partenkirchen 1936 por un total de 34 deportistas que compitieron en 7 deportes.  

## Medallistas
El equipo olímpico suizo obtuvo las siguientes medallas:
| Nombre                                                      | Deporte   | Competición |
| ----------------------------------------------------------- | --------- | ----------- |
| Oro                                                         |           |             |
| Pierre Musy Arnold Gartmann Charles Bouvier Joseph Beerli   | Bobsleigh | Cuádruple M |
| Plata                                                       |           |             |
| Fritz Feierabend Joseph Beerli                              | Bobsleigh | Doble M     |
| Reto Capadrutt Hans Aichele Fritz Feierabend Hans Bütikofer | Bobsleigh | Cuádruple M |
| Bronce                                                      |           |             |
| —                                                           |           |             |